# Aschau im Zillertal
Aschau im Zillertal este un oraș în Austria.